# Grånackad alpfink
Grånackad alpfink (Leucosticte tephrocotis) är en alpin- och tundralevande tätting i familjen finkar som i princip enbart förekommer i Nordamerika bortsett från en population på ryska Kommendörsöarna i Berings sund.

## Kännetecken

### Utseende
Grånackad alpfink är en stor (14-18 cm) och stornäbbad, kraftig och brun fink med långa, spetsiga vingar. Den är genomgående mörkbrun, med huvudsakligen grått huvud men mörk panna, hjässa och haka. I flykten syns ljusa, nästan genomskinliga vingar. På flanker och vingarna syns rosa inslag. Utanför häckningstid har den gul näbb, annars svart.
Populationerna skiljer sig något åt, där fåglar i Berings sund är större och har svart strupe, medan fåglar i inlandet är mindre och har brun kind.

### Läten
Den grånackade alpfinkens sång är en långsam, dalande serie hurtiga visslingar som i engelsk litteratur återges "jeew jeew jeew...". Flyktlätet är ett mjukt "jeewf", mjukare än gråsparv och aftonstenknäck.

## Utbredning och systematik
Grånackad alpfink delas in i sju underarter med följande utbredning:
- Leucosticte tephrocotis umbrina – förekommer på Matteus Island och Pribiloföarna (Berings hav)
- Leucosticte tephrocotis griseonucha – förekommer på Kommendörsöarna, Aleuterna och Kodiaköarna till Alaska
- Leucosticte tephrocotis littoralis – förekommer i centrala Alaska till sydvästra Yukon, västra Kanada och nordvästra USA
- tephrocotis-gruppen
  - Leucosticte tephrocotis irvingi – förekommer i Brooks Range (norra Alaska)
  - Leucosticte tephrocotis tephrocotis – förekommer i Yukons bergstrakter och västra Alberta till sydöstra British Columbia och nordvästra Montana
  - Leucosticte tephrocotis wallowa – förekommer i Wallowa County (nordöstra Oregon); övervintrar i väst-centrala Nevada
  - Leucosticte tephrocotis dawsoni – förekommer i östra Kalifornien (Sierra Nevada och Inyo)

Tillfälligt har den även observerats på Kamtjatkahalvön och i norra Kurilerna.
Det råder oenighet kring artens inre systematik. Vissa inkluderar underarten irvingi inkluderas ofta i nominatformen och urskiljer samtidigt en annan underart, maxima med utbredning på Kommendörsöarna.
Även artgränserna gentemot de närmaste släktingarna är kontroversiella. Vissa betraktar svart alpfink (Leucosticte atrata) och brunkronad alpfink (L. australis) som underarter till grånackad alpfink. DNA-studier visar att de genetiska avstånden mellan dessa och även sibirisk alpfink är mycket små.

## Levnadssätt
Grånackad alpfink häckar dels utmed klippig kust och på öppen tundra på arktiska öar, dels på fastlandet i alpin miljö vid snöfält, ängar, glaciärer, klippavsatser och talusbranter. Den hoppar på marken, ofta födosökande intill eller på smältande snöfläckar där den hittar insekter. Födan består även av frön, knoppar och skott. Fågeln häckar från slutet av april till månadsskiftet juli-augusti. Bergslevande populationer lägger endast en kull per säsong, ölevande (Aleuterna och Pribiloföarna) två eller tre. Arten är både stann- och flyttfågel, där griseonucha och umbrina håller sig på öarna i Berings sund året runt, medan övriga flyttar söderut till bergstrakter i USA och sydvästra Kanada.

## Status och hot
Arten har ett stort utbredningsområde och en stor population med stabil utveckling och tros inte vara utsatt för något substantiellt hot. Utifrån dessa kriterier kategoriserar internationella naturvårdsunionen IUCN arten som livskraftig (LC). Världspopulationen uppskattas till fler än 200.000 individer, medan populationen i Ryssland tros bestå av mellan 100 och 10.000 par.